# Mikrovlákenné aktivní uhlí
Mikrovlákenné aktivní uhlí (angl. activated carbon fibers, zkratka ACF, někdy také activated carbon microfilaments) je formou aktivního uhlí využívanou k průmyslové filtraci nebo jako aktivní složka krycích zdravotnických prostředků. Oproti jiným formám aktivního uhlí má vyšší chemickou čistotu a odlišnou fyzikální strukturu.

## Fyzikální vlastnosti
Zatímco klasické aktivní uhlí je běžně tvořeno destičkami/šupinkami grafitu, mikrovlákenné aktivní uhlí má vlákennou strukturu. Střední tloušťka vláken se pohybuje mezi 7 až 30 µm,[zdroj?] jeho délka je obvykle mezi 50 až 70 mm.[zdroj?] Díky tomu má materiál z mikrovlákenného aktivního uhlí vyšší pružnost a ohebnost a také vyšší měrný povrch než aktivní uhlí v podobě destiček. Může tak pohltit více látky a je proto lepší adsorbent.

## Příprava
Mikrovlákenné aktivní uhlí je získáváno pyroliticky tzv. karbonizací (česky zuhelnatěním) vláken rostlinného původu, např. hydroviskózových vláken.

## Využití

### Průmyslová filtrace
Mikrovlákenné aktivní uhlí je pro svoje vlastnosti vhodné pro fyzi- i chemi-sorpci. Je využíváno při průmyslové filtraci v rámci nejrůznějších filtračních procesů, zejména v jaderné energetice, potravinářství a ochraně životního prostředí.[zdroj?]

### Zdravotnictví
Ve zdravotnictví je pro svoje vlastnosti mikrovlákenné aktivní uhlí používáno jako aktivní složka v krycích a obvazových materiálech sendvičového typu. Je tak v kontaktu s povrchem rány, kde pomáhá urychlovat srážení krve a zastavit krvácení, zatímco zamezuje přístupu cizích látek a nečistot. Vytváří a udržuje příznivé mikroklima k hojení chronických a obtížně hojitelných ran.
Mikrovlákenné aktivní uhlí má ve zdravotnictví zejména tyto oblasti použití:
- ošetření akutních a krvácejících ran, kde je aplikováno jako suchá uhlíková vrstva
- léčba obtížně hojitelných ran, kde se preferuje tzv. „mokré hojení“, např. při léčbě bércových vředů
- první pomoc při otravě rány nebo jako součást ošetření při bodnutí, kousnutí či jiném poranění jedovatými organismy